# Expelled from Paradise
Expelled from Paradise (japanisch 楽園追放 -Expelled from Paradise-, Rakuen Tsuihō, deutsch Vertreibung aus dem Paradies) ist ein computeranimierter Science-Fiction-Animefilm aus dem Jahr 2014.

## Handlung
Im Jahr 2400 (in der deutschen Fassung 2700) leben 98 % der Menschheit auf der Raumstation Deva, jedoch mit einem digitalisierten Bewusstsein in einer virtuellen Welt. Eine von diesen ist die Agentin des Sicherheitsamtes Angela Balzac, die den Hacker Frontier Setter jagt, der sich immer wieder in die Systeme der Station einklinkt, um die Bewohner einzuladen, ihn auf eine Reise in den Weltraum zu begleiten. Als man dessen Spur auf die Erde zurückführen kann, erhalten Angela und weitere Kollegen den Auftrag diesen dort dingfest zu machen. Da die Bewohner von Deva sich ihrer Körper entledigt haben, lässt sich Angela erstmals einen Körper anfertigen, wobei sie um ihren Kollegen zuvorzukommen den Prozess abkürzt und daher mit einem Körper vorliebnimmt, der dem ihren mit 16 Jahren entspräche.
Als Kontaktmann auf der verwüsteten Erde wird ihr Zarik „Dingo“ Kajiwara zugeteilt, wobei ihr erstes Treffen auf schlechtem Fuß endet, da Dingo die Gelegenheit ausnutzt, dass Angela mit einem Arhan genannten Kampfanzug (Mech) ankommt und daher hunderte Sandwürmer anlockt, damit Angela diese für ihn töten und er diese verkaufen kann. Zudem zerstört er die Antenne des Arhans, da eine ständige Verbindung zur Raumstation benötigt wird, was Frontier Setter ausnutzen könnte, um sie zu lokalisieren, und zwingt Angela den nun nutzlos gewordenen Arhan zu verkaufen. Auf der Suche nach Frontier Setter verausgabt sich Angela, bis sie einen Kreislaufkollaps erleidet, da sie entsprechende Anzeichen wie Müdigkeit aufgrund mangelnden Wissens als Normalzustand eines menschlichen Körpers aufgefasst hat. Von da beginnt sie sich stärker auf Dingos Vorschläge einzulassen und wärmt ihm gegenüber auf.
Sie finden heraus, dass Frontier Setter schon seit drei Generationen Rohstoffe für Raketentreibstoff erwirbt und stets mit Elektronik bezahlt, die zwar nichts besonderes auf Deva wäre, aber ihn zu einem reichen Mann auf der Erde machen würde. Ihnen gelingt mit einem Peilsender in einer Lieferung für Frontier Setter dessen Versteck ausfindig zu machen. Dort werden sie von einem Roboter empfangen, der sich ihnen freundlich als Frontier Setter vorstellt. Dieser erzählt ihnen, dass es nach dem großen Krieg vor mehr als hundert Jahren neben dem Deva-Plan noch einen Alternativplan gab, die Menschheit auf ein Raumschiff zu evakuieren und eine neue Heimat zu suchen. Als dieser Plan zugunsten des Deva-Plans aufgegeben wurde, hat eine Großmacht diesen Plan jedoch im Geheimen weiterverfolgt, wobei das Raumschiff zwar heimlich im Weltraum fertiggestellt wurde, das militärisch wertvollere Triebwerk allerdings auf der Erde fertiggestellt werden und nach Abschluss in den Weltraum verbracht werden sollte. Zwar existiert diese Großmacht/Organisation nicht mehr allerdings sieht es Frontier Setter, als KI des Triebwerks, als seine Mission an diesen Plan zu vollenden, weswegen er sich in Deva eingehackt hat, um Interessenten für die Reise ausfindig zu machen. Angela bittet ihn, dies zu unterlassen und den offiziellen Weg über die Regierung Devas zu suchen, was Frontier Setter bereitwillig unter Bedauern akzeptiert. Auch sonst ist Frontier Setter sehr entgegenkommend und gesprächig und hat im Laufe der Zeit eine eigene Persönlichkeit entwickelt, die Musik liebt und auch selbst komponiert.
Bevor Angela zu Deva zurückkehrt, bietet sie Dingo an, ebenfalls ein Bürger Devas zu werden. Dingo lehnt dies ab, da man zwar auf Deva den Gebrechen und Beschränkungen des Körpers entsagt habe und ein einfacheres Leben als auf der Erde habe, allerdings zu zugeteilten Computerressourcen auf Deva davon abhängen, was man für die Gesellschaft geleistet habe, was erklärt, warum Angela anfangs so sehr getrieben war, den Fall schnell abzuschließen.
Nachdem Angela ihren Vorgesetzten Bericht erstattet hat, erklären ihr diese, dass eine unkontrollierbare KI, die fähig ist Deva zu hacken, eine zu große Gefahr sei, die beseitigt werden müsse. Als Angela sich weigert und ankündigt, den Fall vor eine höhere Stelle zu bringen, wird sie inhaftiert und ihre Vorgesetzten starten einen Angriff auf Frontier Setters Basis. Dieser befreit Angela und erklärt, dass er in einer Stunde abheben, und bittet sie, bis dahin die Truppen Devas aufzuhalten, wobei er ihr einen Teil seiner Rechenleistung abgibt, um einen Arhan zu steuern. Gemeinsam mit Dingo gelingt es ihr die ersten Angriffswellen abzuwehren. Kurz vor seinem Start teilt Frontier Setter mit, dass keiner der angesprochenen Bürger Devas Interesse an eine Reise in den Weltraum gezeigt habe und fragt bei Angela an – Dingo hatte bereits vorher abgelehnt. Auch Angela lehnt ab, mit der Begründung, dass sie noch zu viel Neues in ihrer körperlichen Form auf der Erde zu erleben habe. Frontier Setter sei in seinem Verhalten und Ansichten bereits so menschlich, dass er seine Mission daher auch erfüllen könne, wenn er allein flöge, und könne sich freien Herzens eventuellen anderen Wesen gerne als Abkömmling der Menschheit vorstellen.

## Produktion und Veröffentlichung
Die Produktion des Films wurde im März 2012 auf der Tokyo International Anime Fair bekanntgegeben. Der Film ist ein Gemeinschaftsprojekt der Unternehmen Nitroplus, dessen Autor Gen Urobuchi das Drehbuch schrieb, und Tōei Animation, das die Produktionsverantwortung übernahm. Die Animationen entstanden im Studio Graphinica. Regie führte Seiji Mizushima, das Charakterdesign stammt von Masatsugu Saitō und die künstlerische Leitung hatte Masanobu Nomura inne. Der Soundtrack wurde von Narasaki komponiert, während das Titellied Eonian von Elisa stammt.
Der Film lief im Vertrieb von T-Joy am 15. November 2014 in 13 japanischen Kinos an. Bei der Uraufführung konnte auch eine limitierte Blu-ray mit dem Film erworben werden. In den regulären Handel kam der Film als Blu-ray in einer limitierten und einer normalen Fassung, sowie als DVD am 10. Dezember 2014.
In den USA lief der Film im Vertrieb von Aniplex of America in 15 Kinos vom 10. bis 14. Dezember 2014, sowie auf Blu-ray (normal und limitiert) am 5. Juni 2015.
Im deutschsprachigen Raum wurde der Film von KSM lizenziert, die ihn am 3. November 2015 in 14 Kinos aufführten, sowie am 15. Februar 2016 auf Blu-ray und DVD veröffentlichten. Am 1. Januar 2018 hatte der Film auf ProSieben Maxx seine deutsche Free-TV-Premiere.

### Synchronisation
| Rolle                                      | japanischer Sprecher (Seiyū)           | deutscher Sprecher                                   |
| ------------------------------------------ | -------------------------------------- | ---------------------------------------------------- |
| Angela Balzac                              | Rie Kugimiya                           | Leoni Kristin Oeffinger (jung) Kerstin Draeger (alt) |
| Zarik „Dingo“ Kajiwara                     | Shin’ichirō Miki                       | Tim Knauer                                           |
| Frontier Setter                            | Hiroshi Kamiya                         | Clemens Gerhard                                      |
| Christine Gillum (grünhaarige Pilotin)     | Megumi Hayashibara                     | Franciska Friede                                     |
| Veronica Kulikova (rothaarige Pilotin)     | Minami Takayama                        | Katharina von Keller                                 |
| Hilde Thorwald (lilahaarige Pilotin)       | Kotono Mitsuishi                       | Kristina von Weltzien                                |
| Deva-Beamte (Ganesha-, Zeus-, Niō-Avatare) | Minoru Inaba Hisao Egawa Noriko Uemura |                                                      |

### Bücher
Masayoshi Yasugi adaptierte den Film als Roman (ISBN 978-4-15-031171-1) des Films die bei Hayakawa Shobōs Science-Fiction-Imprint Hayakawa Bunko erschien. Rakuen Tsuihō: mission.0 (楽園追放 mission.0; ISBN 978-4-09-451518-3) von Shōtarō Teshirogi ist ein Prequel das Angela Balzacs Werdegang näher beleuchtet und erschien bei Shōgakukans Light-Novel-Imprint Gagaga Bunko. Von Gen Urobuchi und Nozomi Ōmori stammt Rakuen Tsuihō rewired: Cyberpunk SF Kessakusen (楽園追放 rewired サイバーパンクSF傑作選; ISBN 978-4-15-031172-8, Hayakawa Bunko JA) das eine Anthologie von Cyberpunk-Werken darstellt die Urobuchi zur Handlung von Expelled in Paradise beeinflussten: William Gibson: Burning Chrome, Bruce Sterling: Spook, Chōhei Kambayashi: TR4989DA, Mariko Ōhara: Mental Female, Walter Jon Williams: Hardwired, Charles Stross: Lobsters, Ryō Yoshigami: Panzer Crown: Reivuzu und Taiyō Fujii: Tokonatsu no Yoru. Diese drei Bücher erschienen alle am 17. Oktober 2014.
Ein Artbook, Rakuen Tsuihō – Expelled from Paradise: Saitō Masatsugu Designworks (楽園追放 -Expelled from Paradise- 齋藤将嗣デザインワークス, ISBN 978-4-75-801411-3) wurde am 15. November 2014 durch Ichijinsha verlegt.
Am 11. September 2015 kam das Sequel Rakuen Tsuihō 2.0: Rakuen Zankyō Godspeed You (楽園追放2.0 楽園残響; ISBN 978-4-15-031215-2) in den Handel, das die Handlung des Films fortsetzt. Dieses wurde von Renji Ōki geschrieben und erschien bei Hayakawa Bunko.
Die Illustrationen wurde für alle Bücher vom Charakterdesigner des Films, Masatsugu Saitō, beigesteuert.

## Rezeption
Der Film war trotz seiner auf wenige Lichtspielhäuser beschränkten Aufführung der neunt-meistgesehene Film am Eröffnungswochenende und spielte innerhalb von 15 Tagen 107 Millionen Yen ein. Die Blu-ray verkaufte sich in der ersten Woche 30.000-mal, womit sie die erfolgreichste Anime-Veröffentlichung war, zudem war sie mit 56.000 Exemplaren der siebt-meistgekaufte Animationsfilm bzw. dritt-meistgekaufte Anime-Film 2015.
Bei den 24. Japan Movie Critics Awards wurde Expelled from Paradise als Bestes Animationswerk ausgezeichnet.
Nach Jacob Chapman ist die besondere Stärke des Films Gen Urobuchis Drehbuch und Seiji Mizushimas klare Regieführung in der Umsetzung, vor allem die Interaktionen der beiden Hauptcharaktere als auch Urobuchis Tendenz zu „semiotischer Subversion“, indem dieser übliche Genreprämissen und -erwartungen aufnimmt, aber im Hauptthema der Handlung komplett von diesen abweicht. Chapman nennt als Beispiel das augenscheinliche Thema einer arroganten Besucherin aus einer vorgeblich besseren, virtuellen Welt, die in der realen Welt von den „Wilden“ Demut lernt und das die reale Welt besser sei. Tatsächlich aber werde dieser Standpunkt schnell mit einem „wen kümmerts“ beiseitegeschoben, weder werde Deva oder die Realität der Erde als besonders gut oder schlecht dargestellt, noch sei was auf dem Spiel stehe besonders wichtig. Vielmehr sei das Hauptthema frei sein Leben wählen zu können und damit glücklich zu sein, wobei der Film sich trotz Actionszenen durch seine „tiefgreifende Zartheit“ (profound tenderness) auszeichne.
Technisch hebt Chapman den Soundtrack und Cel-Shading-Computeranimation hervor die vor allem bei langsamen Szenen durchaus wie handgezeichnet aussehe – abgesehen von Ausreißern wie Angelas Haare – allerdings sei man über das Ziel hinausgeschossen als man auch die für Anime übliche „Auf Drei“-Limited-Animation mit ihrer geringen Bildrate nachahmte. Dennoch sei es der bis dahin bestaussehende japanische 3D-Computeranimationsfilm.